# Empidornis semipartitus
Az Empidornis semipartitus a madarak osztályának verébalakúak (Passeriformes) rendjébe és a légykapófélék (Muscicapidae) családjába tartozó Empidornis nem egyetlen faja.

## Rendszerezése
A fajt Eduard Rüppell német természettudós írta le 1840-ben, a Muscicapa nembe Muscicapa semipartita néven. Besorolása vitatott, egyes szervezetek a Melaenornis nembe sorolják Melaenornis semipartitus néven.

## Előfordulása
Kelet-Afrikában, Dél-Szudán, Etiópia, Kenya, Szudán, Tanzánia és Uganda területén honos. 
Természetes élőhelyei a trópusi és szubtrópusi szavannák és cserjések, valamint vidéki kertek. Állandó, nem vonuló faj.

## Megjelenése
Testhossza 18 centiméter, testtömege 22–23 gramm.

## Életmódja
Rovarokkal táplálkozik.

## Természetvédelmi helyzete
Az elterjedési területe nagyon nagy, egyedszáma pedig stabil. A Természetvédelmi Világszövetség Vörös listáján nem fenyegetett fajként szerepel.